# Gripp (Hautes-Pyrénées)
Pour les articles homonymes, voir Gripp.
Gripp est un hameau de la commune de Campan situé dans le département des Hautes-Pyrénées, en région Occitanie.

## Géographie
Le hameau de Gripp se trouve en Bigorre au cœur du massif des Pyrénées dans la vallée de l'Adour de Gripp, au pied du côté oriental du col du Tourmalet et à l'est du pic du Midi de Bigorre.

### Voies de communication et transports
Accès avec la route départementale D 918 entre Campan et le col du Tourmalet.

## Histoire
Gripp faisait partie de l'ancien comté de Bigorre.

## Lieux et monuments
- Chapelle Saint-Michel
- Pic du Midi de Bigorre
- Vallée de Campan
- Barrage de Castillon du Tourmalet
- Lac d'Artigues de Gripp[2].

## Sports
- Station de sports d'hiver de La Mongie (ski de piste, ski de fond...), Randonnées pédestres,